# پترا واراکالیو
پترا واراکالیو (انگلیسی: Petra Vaarakallio؛ زادهٔ ۱۷ ژوئن ۱۹۷۵) بازیکن هاکی روی یخ اهل فنلاند است.